# Giovanni Pellielo
Giovanni Pellielo (né le 11 janvier 1970 à Verceil) est un tireur sportif italien. 

## Biographie
Giovanni Pellielo a remporté la médaille d'argent au tir trap Hommes lors des Jeux olympiques d'Athènes 2004 et lors Jeux olympiques de Pékin 2008, après une médaille de bronze en 2000. En 2016, il participe à ses 7es Jeux consécutifs, le record pour un sportif italien : il y remporte une médaille d'argent, sa troisième, en étant battu uniquement au shot-off par le champion croate.
Il est médaillé d'or en trap mixte avec Jessica Rossi aux Jeux européens de 2023 à Cracovie.